# جيمس بارو
جيمس بارو (16 ديسمبر 1964 في المملكة المتحدة - )  (بالإنجليزية: James Barrow)‏ هو لاعب كريكت بريطاني. لعب مع Berkshire County Cricket Club ‏.